# Imagineskopia

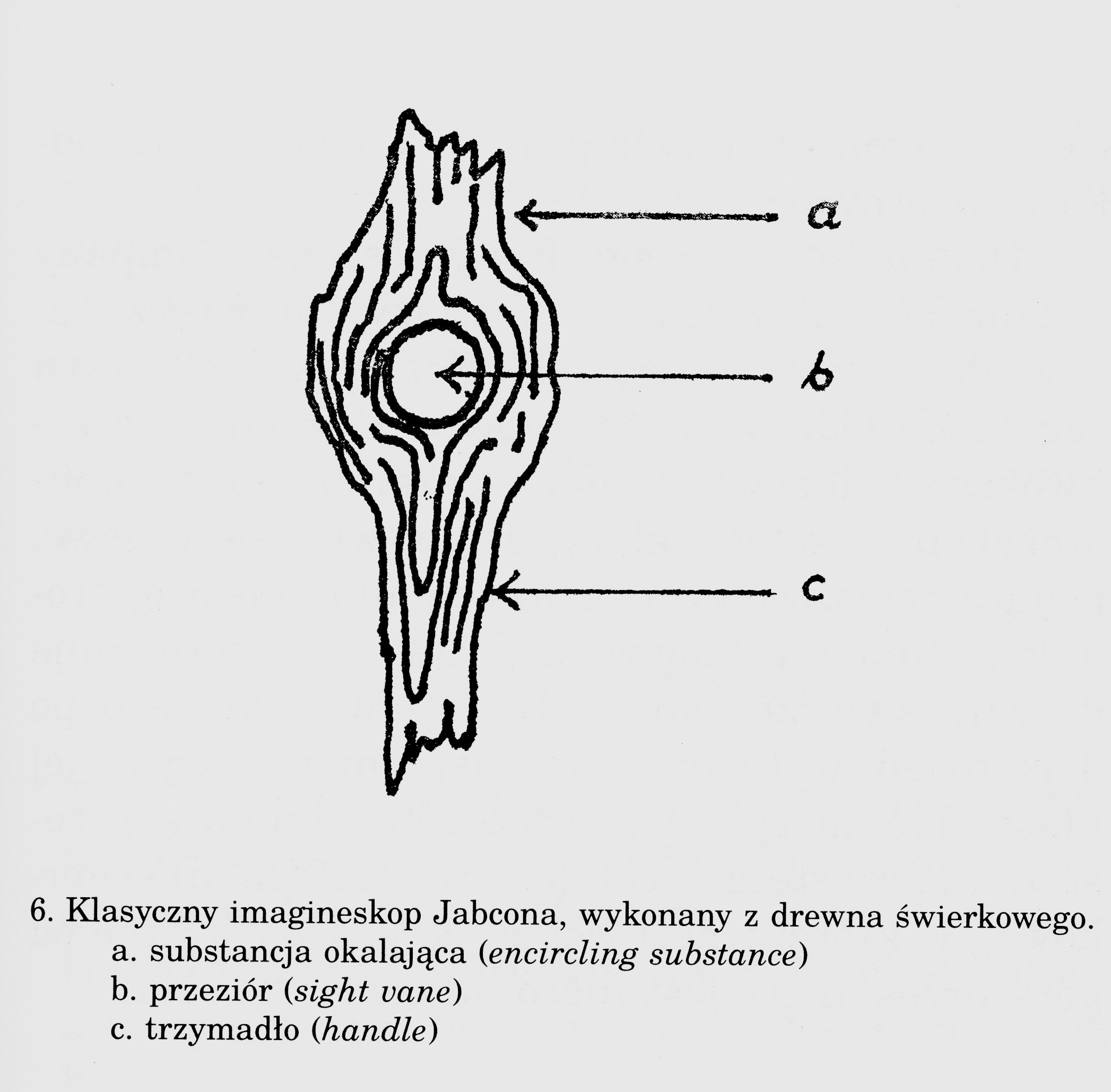
Klasyczny imagineskop Jabcona – rys. 6 ze Wstępu do Imagineskopii (próba zarysu)

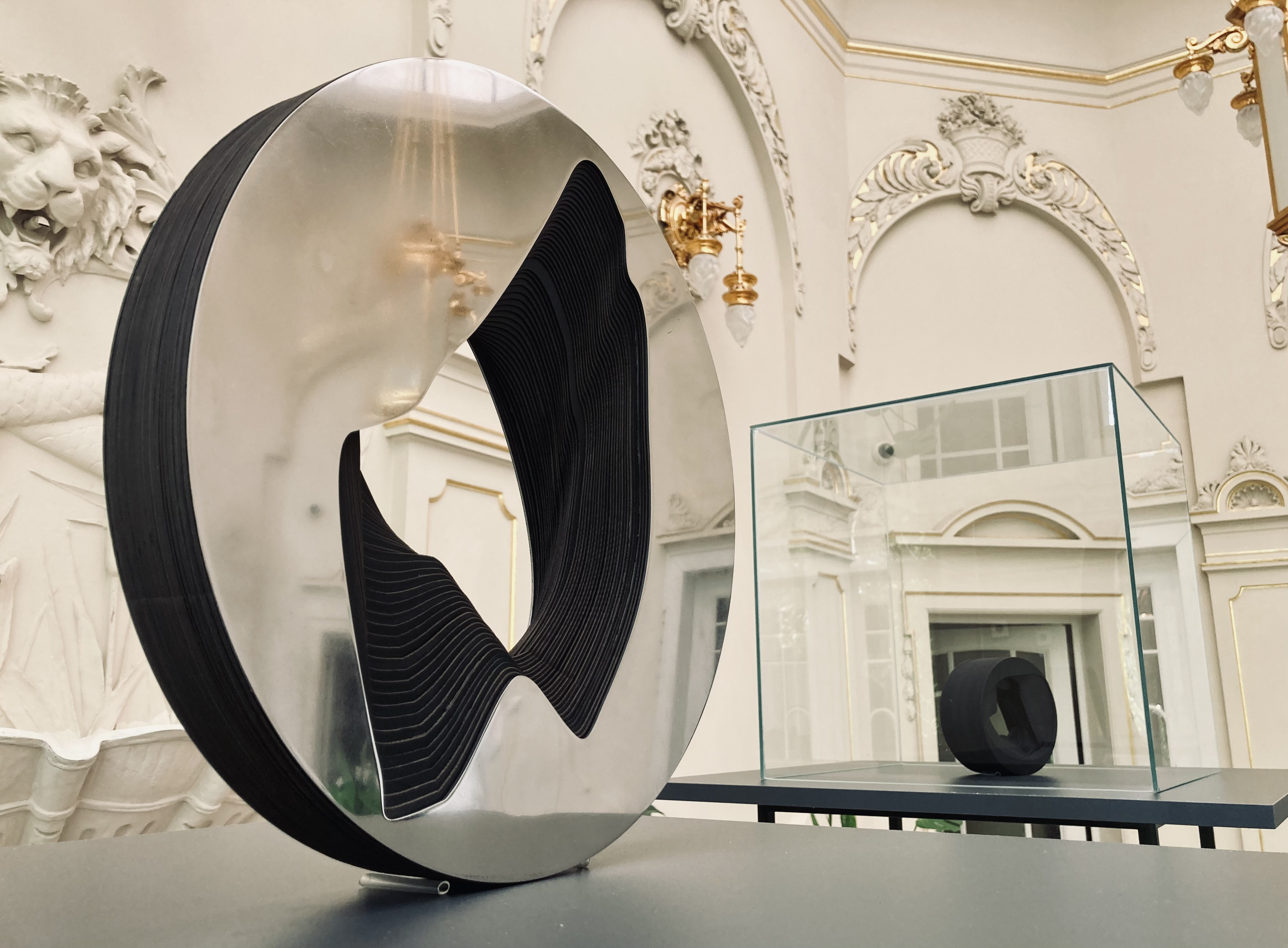
Imagineskop 51.80532, 19.46501 Magdaleny Szadkowskiej (rzeźba, tektura czarna, stal szlachetna, 2023)

Imagineskopia – fikcyjna nauka o poszerzaniu wyobraźni, wymyślona przez autora wydanej w 1977 roku nakładem Wydawnictwa Literackiego książki Stanisława Moskala Wstęp do imagineskopii. Autor, ukrywający się pod pseudonimem Śledź Otrembus-Podgrobelski, przedstawił naukowym językiem, wspieranym licznymi przypisami i bibliografią, wprowadzenie do fikcyjnej nauki o poszerzaniu wyobraźni, której twórcą miał być Jeremiasz Apollon Hytz. Podany jest rys historyczny nauki, jej rozwój, cele, metody badawcze, instrumenty. Najważniejszy przyrząd do badania i poszerzania wyobraźni autor nazwał imagineskopem, a opis, budowę i działania wsparł rysunkami technicznymi. Książka opatrzona jest, jak przystało na naukową publikację, obszerną bibliografią i streszczeniami w kilku językach.
Książka została wznowiona w roku 1983 przez środowisko krakowskich studentów.  Następne wydanie, z roku 1998 (Gdańsk: Wydawnictwo L&L), jest opatrzone dopiskiem „Wydanie 3, ponownie przejrzane i nie poprawione”. Kolejny dodruk ukazał się w roku 2016. Przekaz Wstępu do imagineskopii stał się źródłem zainteresowania na blogach internetowych i przedmiotem recenzji. Ukazała się obszerna analiza literacka tej książki.